# Arcidiocesi di Lusaka

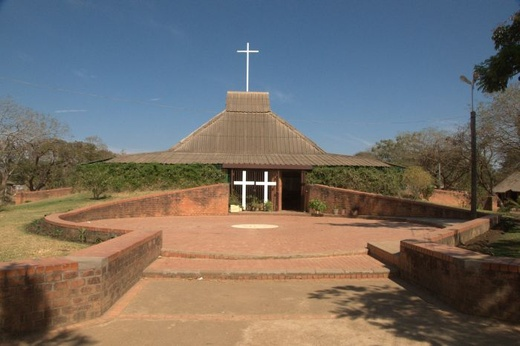
Una chiesa cattolica di Lusaka.

L'arcidiocesi di Lusaka (in latino Archidioecesis Lusakensis) è una sede metropolitana della Chiesa cattolica in Zambia. Nel 2021 contava 1.839.260 battezzati su 4.629.250 abitanti. È retta dall'arcivescovo Alick Banda.

## Territorio
L'arcidiocesi comprende la città di Lusaka, nello Zambia, dove si trova la cattedrale di Gesù Bambino.
Il territorio è suddiviso in 66 parrocchie.

### Provincia ecclesiastica
La provincia ecclesiastica di Lusaka, istituita nel 1959, dal 18 giugno 2024 comprende le seguenti suffraganee:
- diocesi di Chipata,
- diocesi di Livingstone,
- diocesi di Mongu,
- diocesi di Monze.

## Storia
La prefettura apostolica di Broken Hill fu eretta il 14 luglio 1927 con il breve Ex hac sublimi di papa Pio XI, ricavandone il territorio dalla prefettura apostolica dello Zambesi (oggi arcidiocesi di Harare).
Successivamente cedette porzioni del suo territorio ad altre circoscrizioni ecclesiastiche e precisamente:
- il 25 maggio 1936 a vantaggio dell'erezione della prefettura apostolica di Victoria Falls (oggi diocesi di Livingstone);
- il 1º luglio 1937 al vicariato apostolico di Lwangwa (oggi diocesi di Mpika);
- l'8 gennaio 1938 a vantaggio dell'erezione della prefettura apostolica di Ndola (oggi arcidiocesi).

Il 13 giugno 1946 assunse il nome di prefettura apostolica di Lusaka.
Il 14 luglio 1950 la prefettura apostolica fu elevata a vicariato apostolico con la bolla Si sedulis di papa Pio XII.
Il 25 aprile 1959 il vicariato apostolico è stato ancora elevato al rango di arcidiocesi metropolitana con la bolla Cum christiana fides di papa Giovanni XXIII.
Il 10 marzo 1962 e il 29 ottobre 2011 ha ceduto altre porzioni di territorio a vantaggio dell'erezione rispettivamente delle diocesi di Monze e di Kabwe.

## Cronotassi dei vescovi
Si omettono i periodi di sede vacante non superiori ai 2 anni o non storicamente accertati.
- Bruno Wolnik, S.I. † (17 ottobre 1927 - 1950 dimesso)
- Adam Kozłowiecki, S.I. † (4 giugno 1955 - 29 maggio 1969 dimesso[1])
- Emmanuel Milingo (29 maggio 1969 - 6 agosto 1983 dimesso)
- Adrian Mung'andu † (9 gennaio 1984 - 30 novembre 1996 ritirato)
- Medardo Joseph Mazombwe † (30 novembre 1996 - 28 ottobre 2006 ritirato)
- Telesphore George Mpundu (28 ottobre 2006 succeduto - 30 gennaio 2018 dimesso)
- Alick Banda, dal 30 gennaio 2018

## Statistiche
L'arcidiocesi nel 2021 su una popolazione di 4.629.250 persone contava 1.839.260 battezzati, corrispondenti al 39,7% del totale.
| anno | popolazione | popolazione | popolazione | presbiteri | presbiteri | presbiteri | presbiteri                | diaconi | religiosi | religiosi | parrocchie |
| anno | battezzati  | totale      | %           | numero     | secolari   | regolari   | battezzati per presbitero | diaconi | uomini    | donne     | parrocchie |
| ---- | ----------- | ----------- | ----------- | ---------- | ---------- | ---------- | ------------------------- | ------- | --------- | --------- | ---------- |
| 1950 | 27.500      | 450.000     | 6,1         | 29         | 1          | 28         | 948                       |         | 40        | 53        |            |
| 1970 | 98.060      | 572.924     | 17,1        | 69         | 12         | 57         | 1.421                     |         | 79        | 134       | 22         |
| 1978 | 218.800     | 1.600.000   | 13,7        | 75         | 16         | 59         | 2.917                     |         | 97        | 186       | 39         |
| 1990 | 335.000     | 2.157.000   | 15,5        | 97         | 29         | 68         | 3.453                     | 1       | 105       | 227       | 48         |
| 1999 | 632.000     | 2.889.500   | 21,9        | 127        | 28         | 99         | 4.976                     |         | 201       | 577       | 66         |
| 2000 | 635.600     | 2.894.804   | 22,0        | 134        | 29         | 105        | 4.743                     | 1       | 209       | 590       | 68         |
| 2001 | 709.156     | 3.084.284   | 23,0        | 151        | 37         | 114        | 4.696                     | 1       | 223       | 655       | 68         |
| 2002 | 723.333     | 3.112.042   | 23,2        | 181        | 56         | 125        | 3.996                     | 1       | 270       | 665       | 55         |
| 2003 | 729.896     | 3.225.098   | 22,6        | 208        | 75         | 133        | 3.509                     | 1       | 223       | 669       | 69         |
| 2004 | 736.194     | 3.257.344   | 22,6        | 184        | 48         | 136        | 4.001                     |         | 235       | 675       | 70         |
| 2007 | 853.000     | 3.468.000   | 24,5        | 185        | 47         | 138        | 4.610                     | 5       | 338       | 815       | 72         |
| 2013 | 583.000     | 2.432.000   | 24,0        | 201        | 55         | 146        | 2.900                     |         | 372       | 994       | 53         |
| 2016 | 1.171.000   | 3.310.000   | 35,4        | 235        | 81         | 154        | 4.982                     |         | 327       | 973       | 60         |
| 2019 | 1.738.413   | 4.371.221   | 39,8        | 244        | 84         | 160        | 7.124                     |         | 324       | 724       | 66         |
| 2021 | 1.839.260   | 4.629.250   | 39,7        | 197        | 78         | 119        | 9.336                     |         | 284       | 728       | 66         |